# Эжуттаччан, Тунджатту
Тунджатту Рамануджан Эжуттаччан (малаял. തുഞ്ചത്തു രാമാനുജന്‍ എഴുത്തച്ഛന്‍) — индийский малаяльский поэт, философ
, лингвист и религиозный реформатор XVI века. Более всего известен как создатель современной письменности языка малаялам. Т. Эжуттаччан объединил в своём творчестве две литературные разновидности раннего классического малаялам в единый литературный язык.